# Lissonota populi
Lissonota populi là một loài tò vò trong họ Ichneumonidae.